# 萧向荣
萧向荣（1910年9月6日—1976年3月26日），原名萧木元，男，广东梅县人，中国人民解放军中将。

## 生平

### 民国时期
1910年，生于梅县石扇乡新田村一个农民家庭。父萧兆松。高小毕业后，在同族伯叔资助下，考入梅县东山中学。同年2月，第一次东征军来梅，时任国民革命军第一军政治部主任共产党人周恩来，曾到东山中学发表演讲。中共领导的“新学生社“成立后，萧向荣加入组织，参加学生运动，并到农村调查、宣传组织农民协会。1926年6月，萧向荣经陈启昌、萧壁如介绍，加入中国共产主义青年团。1927年1月，萧向荣转为中共党员，调中共梅县地委任巡视员。
1927年4月初，中共梅县地委派萧向荣到兴宁县担任共青团的特别支部书记。四·一二事变后，编入工农革命军兴宁农军，转到农村斗争，同年10月，他受命组建兴宁县团委。1929年1月，萧向荣任共青团东江特委秘书长，一个月后改任中共东江特委秘书长。东江特委直接指挥的红十二军，在丰顺、五华、梅县山区进行游击战争。
1930年11月，东江特委和闽西特委合并成立中共闽粤赣苏区省委，萧向荣任省委秘书长，还负责转送由上海中共中央派到苏区的干部和传递文件。经他送到中央苏区的干部有100多人，包括叶剑英、王稼祥、萧劲光、伍修权等。1931年10月，萧向荣调任中共永定县委书记兼县苏埃政府军事部长。1931年11月，苏区中央局为巩固经永定到上海的交通线，命令红十二军一个团到永定，要求中共永定县委给部队补充兵员。在萧向荣主持下，将永定县一个赤卫排补人部队摆脱肃反打成“AB团”的错误。
1932年4月，萧向荣调到闽西苏区政府文化部工作。5月，苏区中央局迁到了长汀后，周恩来将他调到红一军团罗荣桓任政治部主任的宣传部，当《战士报》编辑。之后，被调到红军总政治部宣传部任宣传干事，一个月后改任秘书长。1935年7月，调到中共中央秘书处工作。参加长征；抵达陕北时，他调任红三军团政治部秘书处长。红一、三军团合并，他任红一军团政治部秘书长。1936年5月，红一方面军西征时期，萧向荣由秘书长改任统战部长，带领宣传队员，将战斗中俘虏的敌兵组成俘训营。西安事变后，他任红一军力政治部宣传部长。
1937年8月25日，红军改编为八路军，红一军团、十五军团和七十四师改编为115师，萧向荣任师政治部宣传部长。9月，参加平型关战役，撰写《平型关大胜利》、《平型关战斗前后》、《六天的日记》等通讯；之后参加晋西战斗。1938年12月，萧向荣奉调延安，在军委总政治部任宣传部长，主编《八路军军政杂志》。该杂志系月刊，由毛泽东、王稼祥、肖劲光、郭化若、萧向荣五人组成编委会，是中国工农红军第一个正规刊物。
1943年秋，延安部队艺术学校和青年剧院合并，成立了陕甘宁晋绥联防军政治部宣传队。1943年8月20日至1944年1月6日，联政宣传队组织演出一队到三边地区进行慰问演出，另一部分队员组成演出二队，开赴南泥湾为农垦部队演出。1946年4月，萧向荣奉调到东北民主联军总政治部任宣传部长。

### 共和国时期
1949年，北平和平解放后，萧向荣调任十五兵团政治部主任；进驻广州后，萧向荣兼任广东军区政治部主任，同时兼中共中央华南分局宣传部长。不久萧升任十五兵团政治委员。华南军区成立时，萧向荣任副政委兼政治部主任。1951年11月，调任中南军区政治部第一副主任。12月，调任中央人民政府人民革命军事委员会办公厅主任，建立了保密室，起草颁发了《保密工作条例》。1954年9月，设立国防部后，萧向荣任国防部办公厅主任，同时任中共中央军委副秘书长兼办公厅主任。1955年，获一级八一勋章、一级独立自由勋章、一级解放勋章。
1959年9月，林彪担任国防部长。1960年，林彪妻子叶群调回军队任林彪办公室主任后，要求授予大校军衔。萧向荣没有批准，之后顶住叶群参加四清的报告不发。林彪在整倒总参谋长罗瑞卿后，开始对萧向荣进行打压拉拢。1965年11月15日，向其发动突然袭击，宣布萧向荣“反对毛泽东思想，反对突出政治”等。接着，又于11月19日至21日，连续对萧进行大会批判，并扣上“彭黄反党集团漏网分子”。同年12月，要求其揭发罗瑞卿，没有得到同意。
文化大革命爆发后，被要求举发“彭罗陆杨反党集团”后被拒后，1966年5月28日，在林彪、叶群测法《关于肖向荣错误问题的报告》，被逮捕监禁，直至1969年6月16日才允准可以回家。后在叶剑英过问下返回北京养病。1975年，中共中央任命萧向荣为国防科委副政治委员。1975年11月底，因患重感冒住进医院，期间仍然被攻击批斗。1976年3月18日，被批斗身患心绞痛，之后确诊心肌梗塞接受抢救。3月23日，因病去世。
1978年12月19日，人民解放军总参谋部党委作出了《关于肖向荣同志平反昭雪的决定》。